# Norfolkkaka
De norfolkkaka (Nestor productus) was een grote papegaai met een prominente snavel. 

## Beschrijving
De vogel werd beschreven door de natuuronderzoeker Johann Reinhold Forster en zijn zoon Georg na de ontdekking van Norfolk door James Cook op 10 oktober 1774. De vogel werd bejaagd voor de voedselvoorziening en gevangen om als huisdier te worden gehouden vanaf de komst van migranten in 1788. De vogel stierf vroeg in de 19e eeuw in het wild uit. De laatste in gevangenschap gehouden vogel stierf in Londen in 1851. 
De norfolkkaka werd geclassificeerd door John Gould in 1836 aan de hand van een exemplaar in de Zoological Society of London. Gedurende zijn bezoek aan Australië bevestigde Gould dat de vogel ook Philip Island had bewoond. Er zijn nog minstens zeven opgezette exemplaren bewaard gebleven.

## Kenmerken
Zijn verenkleed was olijfbruin met een oranje keel en een strogele borst. 

## Verspreiding en leefgebied
Hij bewoonde de rotsen en boomtoppen van het Zuidzee-eiland Norfolk en het nabijgelegen Phillip Island. Het was een nauwe verwant van de kaka (Nestor meridionalis) uit Nieuw-Zeeland.